# Metastelma burchellii
Metastelma burchellii là một loài thực vật có hoa trong họ La bố ma. Loài này được (Hook. & Arn.) Rapini mô tả khoa học đầu tiên năm 2001.